# Chiesa di San Bartolomeo (Napoli)
La chiesa di San Bartolomeo è una chiesa sconsacrata di Napoli, situata in via San Bartolomeo a pochi passi da via Depretis e da piazza Municipio.

## Storia
Fu fondata nel 1455 da Cristoforo Bozzaotra detto Astenesio che la donò al figlio Bartolomeo nel 1458, tre anni dopo la fondazione. La chiesa fu costruita secondo lo stile rinascimentale catalano, assai in voga nel XV secolo in città e che ha tuttora grandi testimonianze architettoniche.
Divenne poi parrocchia nel 1598 per volere del cardinale Alfonso Gesualdo. Nel XVIII secolo un rifacimento rococò cancellò le tracce del precedente stile, decorando la chiesa con i tipici stucchi, alcuni dei quali si conservano tuttora.
L'edificio a pianta rettangolare presenta una navata con volta a botte e piccola cupola sull'altare maggiore. La facciata è molto semplice, essendo fornita di un portale architravato sormontato da un finestrone centinato.
La chiesa è destinata ad altro uso e conserva dell'antica funzione stucchi della volta e tracce del pavimento maiolicato. Le opere che conteneva, cioè una tela, definita "bellissima" dal Galante, raffigurante il santo titolare, opera del pittore salernitano Andrea Sabatini meglio conosciuto come Andrea da Salerno, altre due tele raffiguranti gli apostoli attribuite al medesimo pittore, anche se il Galante non nasconde una loro attribuzione sostenuta da alcuni a Polidoro da Caravaggio e infine una lapide che presentava la data di fondazione, sono state trasferite.
Non si hanno notizie sullo stato di un affresco sulla volta raffigurante il martirio di San Bartolomeo, opera firmata dal pittore M. Robertelli del 1747.